# Dea Brokman
Dea Brokman ist eine Filmproduzentin und Filmregisseurin, die 1984 für einen Oscar nominiert war.
Brokman produzierte und inszenierte 1983 gemeinsam mit Ilene Landis den Dokumentar-Kurzfilm Ihr zent frei (You Are Free), für den beide eine Oscarnominierung erhielten. Im Film berichten fünf ehemalige Soldaten der United States Army sowie eine Überlebende eines Gefangenenlagers über die Befreiung und die Schrecken dieser Zeit. Die Filmemacherinnen mussten den Oscar jedoch Cynthia Scott und Adam Symansky und deren Film Flamenco at 5:15 überlassen, in dem kanadische Schüler im Tanz Flamenco unterrichtet werden.
Weitere Informationen über Brokman gibt es nicht, weder über ihre Ausbildung, noch darüber, was sie vor und nach dem Drehen des Films gemacht hat.

## Auszeichnung
Academy Awards 1984: nominiert für den Oscar Dea Brokman und Ilene Landis mit und für ihren Film Ihr zent frei in der Kategorie „Bester Dokumentar-Kurzfilm“